# 510 Mabella
510 Mabella је астероид главног астероидног појаса са пречником од приближно 57,44 km.
Афел астероида је на удаљености од 3,112 астрономских јединица (АЈ) од Сунца, а перихел на 2,104 АЈ.
Ексцентрицитет орбите износи 0,193, инклинација (нагиб) орбите у односу на раван еклиптике 9,525 степени, а орбитални период износи 1539,122 дана (4,213 године).
Апсолутна магнитуда астероида је 9,73 а геометријски албедо 0,068.
Астероид је откривен 20. маја 1903. године.